# Lewia avenicola
Lewia avenicola är en svampart som beskrevs av Kosiak & Kwasna 2003. Lewia avenicola ingår i släktet Lewia och familjen Pleosporaceae.   Inga underarter finns listade i Catalogue of Life.